# Stayton
Stayton és una població dels Estats Units a l'estat d'Oregon. Segons el cens del 2000 tenia 6.816 habitants.

## Demografia
Segons el cens del 2000, Stayton tenia 6.816 habitants, 2.519 habitatges, i 1.851 famílies. La densitat de població era de 974,7 habitants per km².
Dels 2.519 habitatges en un 41% hi vivien nens de menys de 18 anys, en un 53,4% hi vivien parelles casades, en un 14,9% dones solteres, i en un 26,5% no eren unitats familiars. En el 21,7% dels habitatges hi vivien persones soles el 9,3% de les quals corresponia a persones de 65 anys o més que vivien soles. El nombre mitjà de persones vivint en cada habitatge era de 2,7 i el nombre mitjà de persones que vivien en cada família era de 3,14.
Per edats la població es repartia de la següent manera: un 30,9% tenia menys de 18 anys, un 10% entre 18 i 24, un 27,7% entre 25 i 44, un 19,2% de 45 a 60 i un 12,3% 65 anys o més.
L'edat mediana era de 32 anys. Per cada 100 dones de 18 o més anys hi havia 88,8 homes.
La renda mediana per habitatge era de 34.004$ i la renda mediana per família de 41.389$. Els homes tenien una renda mediana de 32.437$ mentre que les dones 24.067$. La renda per capita de la població era de 15.740$. Aproximadament l'11,5% de les famílies i el 14,2% de la població estaven per davall del llindar de pobresa.

## Poblacions més properes
El següent diagrama mostra les poblacions més properes.